# Lahai
Lahai (nep. लाहाई) – gaun wikas samiti w zachodniej części Nepalu w strefie Bheri w dystrykcie Jajarkot. Według nepalskiego spisu powszechnego z 2001 roku liczył on 892 gospodarstw domowych i 4997 mieszkańców (2423 kobiet i 2574 mężczyzn).